# 聖三一教堂 (明斯克)

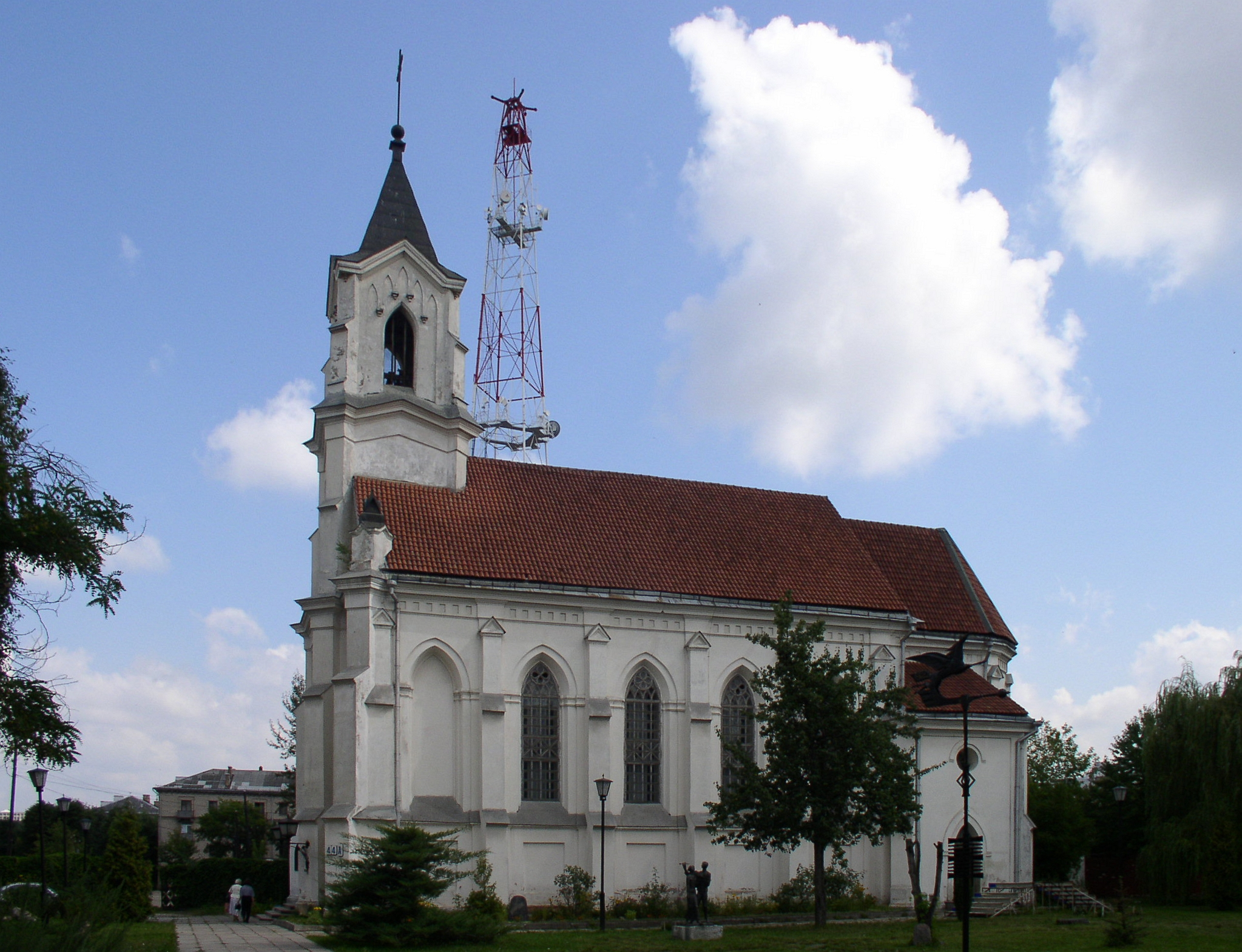

聖三一教堂是位於白俄羅斯首都明斯克的一座羅馬天主教的教堂。在1930年代，聖三一教堂曾被關閉。蘇聯當局還移除了教堂內的一些重要物品。1983年，教堂開始改造。